# Краснокутська селищна територіальна громада
Краснокутська селищна територіальна громада — територіальна громада в Україні, в Богодухівському районі Харківської області. Адміністративний центр — селище Краснокутськ.
Площа громади — 1039,4 км2, населення громади — 26 907 осіб (2020)
Утворена 12 червня 2020 року шляхом об'єднання Краснокутської і Костянтинівської селищних рад, а також В’язівської, Каплунівської, Качалівської, Китченківської, Козіївської, Колонтаївської, Любівської, Мурафської, Олексіївської, Пархомівської і Рябоконівської сільських рад Краснокутського району Харківської області. Перші вибори селищної ради та селищного голови Краснокутської селищної громади відбулися 25 жовтня 2020 року.

## Населені пункти
До складу громади входять 6 селищ (Краснокутськ, Лісне, Лучки, Павлівка, Степове (Костянтинівський старостинський округ), Степове (Пархомівський старостинський округ) та 60 сіл (Березівка, Бідило, Благодатне, Бузова, Бузове, Водяне, Володимирівка, В'язова, Гаркавець, Городнє, Гринів Яр, Дублянка, Зубівка, Кам'яно-Хутірське, Каплунівка, Капранське, Карайкозівка, Качалівка, Китченківка, Княжа Долина, Ковалівка, Ковалівське, Ковальчуківка, Козіївка, Коломацький Шлях, Колонтаїв, Комарівка, Костянтинівка, Котелевка, Кусторівка, Любівка, Мийка, Мирне, Михайлівка, Михайлівське, Мурафа, Настеньківка, Одрада, Олексіївка, Оленівське, Олійники, Основинці, Павлюківка, Пархомівка, Петрівське, Пильнянка, Прогрес, Прокопенкове, Рандава, Рябоконеве, Сергіївка, Ситники, Слобідка, Сонцедарівка, Сорокове, Степанівка, Ходунаївка, Хутірське, Чернещина, Шевченкове).

## Нематеріальна культурна спадщина
Традиція  випікання та дарування різдвяних пряників у громаді в 2025 році занесена до списку нематеріальної культурної спадщини України під номером 114н.к.с. (Наказ від 16.07.2025 № 588) як «Традиція випікання та дарування обрядових різдвяних пряників на Слобожанщині ". Цей елемент НКС України занесено до списку елементів, що потребують термінової охорони.